# رئيس مالاوي
رئيس جمهورية مالاوي (بالشيشيوا: Mtsogoleri wa Dziko la Malawi) هو رئيس الدولة ورئيس الحكومة في مالاوي. يقود الرئيس السلطة التنفيذية في حكومة مالاوي ويشغل منصب القائد الأعلى لقوات دفاع مالاوي. الرئيس الحالي هو لازاروس تشاكويرا، الذي يشغل المنصب منذ انتخابه في يونيو 2020.

## السلطة التنفيذية
بموجب دستور عام 1995، يتم اختيار رئيس الدولة، الذي يشغل منصبي رئيس الدولة ورئيس الحكومة، من خلال الاقتراع العام المباشر كل خمس سنوات. لدى مالاوي نائب رئيس يتم انتخابه مع الرئيس. للرئيس خيار تعيين نائب ثانٍ للرئيس، يجب أن يكون من حزب مختلف. يتضمن الفرع التنفيذي أيضًا مجلس وزراء يعينه الرئيس. يمكن تعيين أعضاء مجلس وزراء مالاوي من داخل أو خارج الهيئة التشريعية. يشغل الرئيس أيضًا منصب وزير الدفاع بشكل متزامن.
الرئيس الحالي هو لازاروس تشاكويرا، الذي أدى اليمين الدستورية كرئيس لمالاوي في 28 يونيو 2020.

## أصول الرئاسة
في 6 يوليو 1964، حصلت نياسالاند على الاستقلال من الحكم البريطاني وغيرت اسمها إلى مالاوي، مع الاحتفاظ بإليزابيث الثانية كملكة مالاوي. بموجب دستور جديد في عام 1966، أصبحت مالاوي جمهورية، وأصبح رئيس الوزراء هاستينغز باندا أول رئيس لها. بموجب دساتير البلاد لعام 1966 و1994 و1995، يُعتبر الرئيس رئيسًا تنفيذيًا للدولة والحكومة، ويخدم لفترة ولاية مدتها خمس سنوات. تم انتخاب الرئيس الأول، باندا، من قبل الجمعية الوطنية، وتم تعيينه رئيسًا مدى الحياة في عام 1971. تم انتخاب الرؤساء اللاحقين بشكل شعبي.
بعد استعادة الديمقراطية متعددة الأحزاب في عام 1993، تم وضع عدد من الضوابط والتوازنات لمنع هيمنة الرئاسة الكاملة على النظام السياسي.

## الانتخابات الرئاسية
يتم انتخاب الرئيس بأغلبية الأصوات (50% + 1) من الناخبين من خلال الاقتراع العام المباشر والمتساوي. يحق لجميع مواطني مالاوي الذين بلغوا 18 عامًا التصويت في جميع الانتخابات. يجب على كل مرشح رئاسي أن يعلن من سيكون نائب الرئيس في حالة انتخابه في وقت ترشيحه. يتم انتخاب نائب الرئيس بالتزامن مع الرئيس، مع وضع كلا الاسمين على بطاقة الاقتراع.

## حدود الفترات الرئاسية
اعتبارًا من عام 2021، يحدد دستور مالاوي فترتي رئاسية متتالية مدتها خمس سنوات لكل منهما. كانت هناك محاولة لتعديل حدود الفترات في عام 2003 لصالح باكيلي مولوزي، لكنها لم تتحقق.

## قائمة الرؤساء
من عام 1964 إلى عام 1966، كان رئيس الدولة بموجب دستور عام 1964 هو ملكة مالاوي، إليزابيث الثانية، التي كانت أيضًا ملكة عوالم الكومنولث الأخرى. مثل الملكة في مالاوي الحاكم العام. أصبحت مالاوي جمهورية داخل الكومنولث بموجب دستور عام 1966، وتم استبدال الملكة والحاكم العام برئيس تنفيذي رئيس.

### الملكية (1964–1966)
كانت خلافة العرش مماثلة لخلافة العرش البريطاني.
| الرقم | الصورة | الاسم (الميلاد–الوفاة)              | فترة الحكم   | فترة الحكم   | فترة الحكم | السلالة الملكية | رئيس الوزراء |
| الرقم | الصورة | الاسم (الميلاد–الوفاة)              | بداية الحكم  | نهاية الحكم  | المدة      | السلالة الملكية | رئيس الوزراء |
| ----- | ------ | ----------------------------------- | ------------ | ------------ | ---------- | --------------- | ------------ |
| 1     |        | الملكة إليزابيث الثانية (1926–2022) | 6 يوليو 1964 | 6 يوليو 1966 | 2 سنوات    | وندسور          | باندا        |

### الحاكم العام

علم الحاكم العام

كان الحاكم العام ممثل الملكة في مالاوي ويمارس معظم صلاحياتها. تم تعيين الحاكم العام لفترة غير محددة، ويخدم برضا الملكة. منذ منح مالاوي الاستقلال بموجب قانون استقلال مالاوي 1964، بدلاً من تأسيسها أولاً كـدومينيون شبه مستقل وترقيتها لاحقًا إلى الاستقلال كما هو محدد في قانون وستمنستر 1931، كان من المفترض أن يتم تعيين الحاكم العام دائمًا بناءً على نصيحة مجلس وزراء مالاوي فقط دون تدخل الحكومة البريطانية. نظرًا لأن مالاوي أصبحت جمهورية قبل استبدال غلين جونز، الحاكم الاستعماري السابق، لم يحدث هذا أبدًا. في حالة الشغور، كان من المفترض أن يخدم رئيس القضاء كـمدير عام للحكومة.
| الرقم | الصورة | الاسم (الميلاد–الوفاة)      | فترة المنصب  | فترة المنصب  | فترة المنصب | الملكة           | رئيس الوزراء |
| الرقم | الصورة | الاسم (الميلاد–الوفاة)      | بداية المنصب | نهاية المنصب | المدة       | الملكة           | رئيس الوزراء |
| ----- | ------ | --------------------------- | ------------ | ------------ | ----------- | ---------------- | ------------ |
| 1     |        | السير غلين جونز (1908–1992) | 6 يوليو 1964 | 6 يوليو 1966 | 2 سنوات     | إليزابيث الثانية | باندا        |

### الجمهورية (1966–الحاضر)

علم الرئيس

بموجب دساتير البلاد لعام 1966 و1994 و1995، يُعتبر الرئيس رئيسًا تنفيذيًا للدولة.
تم انتخاب الرئيس الأول، هاستينغز باندا، من قبل الجمعية الوطنية، وأعلن نفسه لاحقًا رئيسًا مدى الحياة في عام 1970. هُزم في عام 1994، بعد عام من إلغاء فترة حياته كجزء من انتقال مالاوي إلى الديمقراطية. منذ ذلك الحين، يتم انتخاب الرؤساء في انتخابات شعبية مباشرة لفترة ولاية مدتها خمس سنوات. يمكن انتخاب الرؤساء أي عدد من المرات، ولكن ليس أكثر من مرتين متتاليتين. في حالة الشغور، يصبح نائب الرئيس رئيسًا لبقية الفترة.
الأحزاب السياسية
رموز
†  توفي أثناء توليه المنصب
| الصورة | الاسم (الميلاد–الوفاة)        | تم انتخابه | فترة المنصب   | فترة المنصب       | فترة المنصب        | الحزب السياسي  |
| الصورة | الاسم (الميلاد–الوفاة)        | تم انتخابه | بداية المنصب  | نهاية المنصب      | المدة              | الحزب السياسي  |
| ------ | ----------------------------- | ---------- | ------------- | ----------------- | ------------------ | -------------- |
|        | هاستينغز باندا (ق. 1906–1997) | —          | 6 يوليو 1966  | 24 مايو 1994      | 27 سنوات و322 أيام | MCP            |
|        | باكيلي مولوزي (ولد 1943)      | 1994 1999  | 24 مايو 1994  | 24 مايو 2004      | 10 سنوات           | UDF            |
|        | بينغو وا موثاريكا (1934–2012) | 2004       | 24 مايو 2004  | 5 أبريل 2012[†]   | 7 سنوات و317 أيام  | UDF (حتى 2005) |
|        | بينغو وا موثاريكا (1934–2012) | 2009       | 24 مايو 2004  | 5 أبريل 2012[†]   | 7 سنوات و317 أيام  |                |
|        | جويس باندا (ولدت 1950)        | —          | 7 أبريل 2012  | 31 مايو 2014      | 2 سنوات و54 أيام   | PP             |
|        | بيتر موثاريكا (ولد 1940)      | 2014 2019  | 31 مايو 2014  | 28 يونيو 2020     | 6 سنوات و28 أيام   | DPP            |
|        | لازاروس تشاكويرا (ولد 1955)   | 2020       | 28 يونيو 2020 | لا يزال في المنصب | 4 سنوات و348 أيام  | MCP            |

## آخر انتخابات
| المرشح                                                       | المرشح                  | الحزب                             | عدد الأصوات | %     |
| ------------------------------------------------------------ | ----------------------- | --------------------------------- | ----------- | ----- |
|                                                              | لازاروس مكارثي          | حزب المؤتمر الملاوي               | 2,604,043   | 59.34 |
|                                                              | بيتر موثاريكا           | الحزب الديمقراطي التقدمي (مالاوي) | 1,751,877   | 39.92 |
|                                                              | بيتر كواني              | حركة مباكوواكو من أجل التنمية     | 32,456      | 0.74  |
| أصوات فارغة / غير صالحة                                      | أصوات فارغة / غير صالحة | أصوات فارغة / غير صالحة           | 57,323      | –     |
| المجموع                                                      | المجموع                 | المجموع                           | 4,445,699   | 100   |
| ناخبون مسجلون / إقبال                                        | ناخبون مسجلون / إقبال   | ناخبون مسجلون / إقبال             | 6,859,570   | 64.81 |
| المصدر: MEC نسخة محفوظة 25 يونيو 2020 على موقع واي باك مشين. |                         |                                   |             |       |